# Social Credit Party of Canada
Die Social Credit Party of Canada (frz. Parti Crédit social du Canada) war eine politische Partei in Kanada, die von 1935 bis 1993 existierte. Die Socreds, wie sie sich nannten, waren konservativ-populistisch ausgerichtet und setzten sich für ein freiwirtschaftliches Wirtschaftssystem gemäß den Theorien von Social Credit ein. Neben dieser auf Bundesebene vertretenen Partei existierten autonome Ableger in verschiedenen Provinzen.
In Westkanada als Protestbewegung entstanden, hatte die Partei in den ersten Jahren ihres Bestehens den Ruf, antisemitisch zu sein. Mit der Zeit nahm der Einfluss der Partei in Westkanada kontinuierlich ab, während sie in der Provinz Québec zur dominierenden Kraft im ländlichen Raum aufstieg. 1962 Jahre kam es zum Bruch zwischen dem englisch- und dem französischsprachigen Teil der Partei, woraufhin die Socred-Abgeordneten aus Québec eine eigene Partei gründeten, den Ralliement créditiste. 1971 erfolgte zwar die Wiedervereinigung, doch es begann nun auch der langsame Niedergang der Partei, die schließlich ab 1980 nicht mehr im Parlament vertreten war.

## Geschichte

### Protestbewegung im Westen (1935–1961)
Die Social-Credit-Bewegung in Kanada hat ihren Ursprung in der Social Credit Party of Alberta, die 1935 die Provinzwahl in Alberta gewann. Im selben Jahr wurde die Western Social Credit League gegründet, um die Protestbewegung auch auf Bundesebene zu etablieren. Sie zog zahlreiche von den Auswirkungen der Weltwirtschaftskrise betroffene Wähler an, die sich durch die Progressive Partei und die United Farmers nicht mehr vertreten fühlten. Bei der Unterhauswahl 1935 gewannen die nur in Westkanada antretenden Socreds 17 Sitze, davon 15 in Alberta, wo sie fast die Hälfte aller Stimmen auf sich vereinigen konnten.
1939 schlossen sich die Socreds mit der Bewegung New Democracy von William Duncan Herridge zusammen und nahmen unter dieser Bezeichnung an der Unterhauswahl 1940 teil. An ihrem ersten Parteitag im Jahr 1944 beschlossen die Delegierten, die Bezeichnung New Democracy aufzugeben und gründeten offiziell die Social Credit Party of Canada. Die verschiedenen Ableger in den Provinzen waren lose mit der Bundespartei verbunden. Es zeichnete sich immer mehr ab, dass die Theorien von Social Credit nur schwer durchsetzbar waren, weshalb sich die Partei zunehmend davon abwandte und sozialkonservative Werte vertrat. Dies führte 1947 zum vorübergehenden Bruch mit der radikaleren Union des électeurs („Vereinigung der Wähler“) in der Provinz Québec.
In den ersten Jahren ihres Bestehens erwarben sich die Socreds den Ruf, Antisemiten zu sein. Die Parteivorsitzenden John Horne Blackmore und Solon Earl Low wurden beschuldigt, „regelmäßig Antisemiten öffentlich zu unterstützen“. 1945 behauptete Low, eine Verschwörung jüdischer Bankiers sei die Ursache der Probleme der Welt. 1947 las der Unterhausabgeordnete Norman Jacques während der Parlamentsdebatten sogar aus den Protokollen der Weisen von Zion. 1957 schwor Low nach einem Besuch in Israel dem Antisemitismus ab und hielt danach mehrmals Reden, in denen er den jüdischen Staat befürwortete.

### Abspaltung in Québec und Wiedervereinigung (1962–1971)
Zu Beginn der 1960er Jahre kam es zu schweren Spannungen zwischen dem englisch- und dem französischsprachigen Teil der Partei. Bei der Wahl eines neuen Vorsitzenden im Juli 1961 setzte sich Robert N. Thompson gegen Réal Caouette (der Benito Mussolini zu seinen Vorbildern zählte) durch. Die Stimmenzahlen wurden nie veröffentlicht, was zu Vorwürfen führte, die Wahl sei zu Thompsons Gunsten gefälscht worden. Vor der Wahl hatte Ernest Manning, Premierminister von Alberta, verlauten lassen, der Westen werde nie einen frankophonen Katholiken als Vorsitzenden akzeptieren.
Die Unterhauswahl 1962 verstärkte die Kluft zwischen den Sprachgruppen noch mehr: 26 Abgeordnete stammten aus Québec, nur vier (darunter Thompson) aus dem englischsprachigen Teil Kanadas. Nach der vorgezogenen Unterhauswahl 1963 lautete das Verhältnis 20:4. Trotz seiner klaren Unterlegenheit weigerte sich Thompson, als Vorsitzender zurückzutreten. Am 1. September 1963 kam es schließlich zum endgültigen Bruch, als 13 Québecer Abgeordnete eine eigene Partei gründeten, den Ralliement créditiste. Fünf Abgeordnete machten als Unabhängige weiter, zwei traten der Progressiv-konservativen Partei bei.
In den folgenden Jahren sank die Bundespartei der Socreds im Westen fast zur Bedeutungslosigkeit ab; vor allem nach der Wahl von 1965, als sie in dieser Region zum letzten Mal überhaupt Sitze gewinnen konnte. Diese Entwicklung stand im krassen Gegensatz zur Situation in Alberta und British Columbia, wo die Provinzableger der Socreds weiterhin unangefochten die Regierung stellten. Réal Caouette und der Ralliement créditiste waren nun die einzigen nennenswerten Vertreter der Social-Credit-Bewegung auf Bundesebene, was eine Annäherung erleichterte. W. A. C. Bennett, der Premierminister von British Columbia und Vorsitzende der British Columbia Social Credit Party, übte Druck auf die Bundespartei aus, indem er vorübergehend die finanzielle Unterstützung einstellte. Durch seine Vermittlung konnte die Spaltung schließlich überwunden werden. Im Oktober 1971 wurde Caouette zum neuen Vorsitzenden der Socreds gewählt.

### Niedergang (1972–1980)
Bei der Unterhauswahl 1972 errangen die Socreds zwar 15 Sitze, jedoch ausschließlich in Québec. In Westkanada, wo sie ihre Wurzeln hatte, spielte die Partei keine Rolle mehr. 1973 kam es innerhalb des Ralliement créditiste du Québec, dem Provinzableger der Socreds in Québec, ebenfalls zu einem Bruch. Réal Caouette trat nach einem Unfall mit einem Schneemobil kaum mehr öffentlich in Erscheinung.
Trotz dieser widrigen Umstände konnten die Socreds bei der Unterhauswahl 1974 elf Sitze gewinnen, wiederum alle in Québec. Um jedoch als Fraktion anerkannt zu werden und somit das Recht auf Einsitz in Kommissionen zu haben, fehlte ein Sitz. Mit Zustimmung der liberalen Regierung gewährte der Speaker des Unterhauses dieses Privileg gleichwohl. Nach Caouettes Rücktritt im Jahr 1976 (und dessen Tod kurz darauf) beschleunigte sich der Niedergang. Der neu gewählte Parteivorsitzende André-Gilles Fortin kam nach nur acht Monaten im Amt bei einem Autounfall ums Leben.
Nach mehreren Wechseln an der Spitze – unter anderem führte Réal Caouettes Sohn Gilles kurzzeitig die Partei an – wurde Fabien Roy vor der Unterhauswahl 1979 zum neuen Vorsitzenden bestimmt. Roy arbeitete eng mit der separatistischen Parti Québécois zusammen, die die Provinzregierung stellte, stieß aber damit vielen traditionellen Socred-Wählern vor den Kopf. Die Zahl der Unterhausabgeordneten sank auf sechs – exakt die Anzahl, die der neue progressiv-konservative Premierminister Joe Clark benötigte, um seine Minderheitsregierung zu stützen. Clark verweigerte jedoch die Zusammenarbeit und verlor ein Misstrauensvotum, da sich die Socreds der Stimme enthielten. Dieser Schritt erwies sich als fatal: Bei der vorgezogenen Unterhauswahl 1980 verloren die Socreds zwei Drittel ihrer Wähler und konnten keinen einzigen Sitz mehr erringen.

### Splitterpartei (1981–1993)
Nach Roys Rücktritt fiel die Partei in sich zusammen und sank auch in Québec zur völligen Bedeutungslosigkeit herab. Zwar nahm sie auch weiterhin an Wahlen teil, doch konnte kaum ein Kandidat mehr als ein paar Hundert Stimmen auf sich vereinigen.
Der Partei gelang es nicht, für die Unterhauswahl 1993 mindestens fünfzig Kandidaten zu nominieren, weshalb die Wahlbehörde Elections Canada den Socreds die Registrierung entzog und die verbliebenen Kandidaten als Unabhängige antreten mussten. Der Evangelist Ken Campbell, der letzte Vorsitzende, übernahm die Parteibezeichnung als Markenzeichen und veröffentlichte bis zu seinem Tod 2006 politische Schriften unter diesem Namen.

## Wahlergebnisse
Nachfolgend sind die Ergebnisse bei der Wahl zum Unterhaus vermerkt. Nicht enthalten sind die Ergebnisse der Union des électeurs und des Ralliement créditiste.
| Wahl | Sitze total | Kandi- daten | Gew. Sitze | Stimmen | Anteil  |
| ---- | ----------- | ------------ | ---------- | ------- | ------- |
| 1935 | 245         | 43           | 17         | 180.679 | 4,10 %  |
| 1940 | 245         | 9            | 7          | 46.271  | 1,00 %  |
| 1945 | 245         | 93           | 13         | 212.220 | 4,05 %  |
| 1949 | 262         | 28           | 10         | 135.217 | 2,31 %  |
| 1953 | 265         | 71           | 15         | 304.553 | 5,40 %  |
| 1957 | 265         | 114          | 19         | 434.312 | 6,57 %  |
| 1958 | 265         | 82           | 0          | 188.356 | 2,59 %  |
| 1962 | 265         | 230          | 30         | 893.479 | 11,61 % |
| 1963 | 265         | 224          | 24         | 940.703 | 11,92 % |
| 1965 | 265         | 86           | 5          | 282.454 | 3,66 %  |
| 1968 | 264         | 32           | 0          | 68.742  | 0,85 %  |
| 1972 | 264         | 164          | 15         | 730.759 | 7,55 %  |
| 1974 | 264         | 152          | 11         | 481.231 | 5,06 %  |
| 1979 | 282         | 103          | 6          | 527.604 | 4,61 %  |
| 1980 | 282         | 81           | 0          | 185.486 | 1,70 %  |
| 1984 | 282         | 51           | 0          | 16.659  | 0,13 %  |
| 1988 | 295         | 9            | 0          | 3.407   | 0,03 %  |

## Parteivorsitzende
- John Horne Blackmore (1935–1944)
- Solon Earl Low (1944–1961)
- Robert N. Thompson (1961–1967)
- Alexander Bell Patterson (1967–1968, interimistisch)
- Réal Caouette (1971–1976)
- André-Gilles Fortin (1976–1977)
- Gilles Caouette (1977–1978, interimistisch)
- Charles-Arthur Gauthier (1978, interimistisch)
- Lorne Reznowski (1978–1979)
- Charles-Arthur Gauthier (1979, interimistisch)
- Fabien Roy (1979–1980)
- Martin Hattersley (1981–1983)
- Ken Sweigard (1983–1986, interimistisch)
- Harvey Lainson (1986–1990)
- Ken Campbell (1990–1993)